# Nezha Boumaraf
Nezha Boumaraf est une boxeuse algérienne née le 15 novembre 1981.

## Carrière
Aux championnats d'Afrique féminins de Yaoundé en 2010, elle remporte la médaille d'or dans la catégorie des moins de 57 kg.